# Vol'
Il Vol' (in russo Воль?) è un fiume della Russia europea nord-orientale (Repubblica dei Comi), affluente destro della Vyčegda nel bacino della Dvina Settentrionale.
Il Vol' è formato dalla confluenza dei fiumi Keran e Sed"ël', nel sud-est della Repubblica dei Komi, all'estremità meridionale della dorsale dei monti Timani, in una zona paludosa. Scorre dapprima verso sud nel corso inferiore gira a sud-est. Il canale è tortuoso, le rive sono paludose. Sfocia nella Vyčegda a 942 km dalla foce, vicino al villaggio di Jagkedž. Ha una lunghezza di 174 km, il suo bacino è di 1 810 km².